# Xã Walle, Quận Grand Forks, Bắc Dakota
Xã Walle (tiếng Anh: Walle Township) là một xã thuộc quận Grand Forks, tiểu bang Bắc Dakota, Hoa Kỳ. Năm 2010, dân số của xã này là 457 người.